# Førslev
Førslev es una localidad situada en el municipio de Faxe, en la región de Selandia (Dinamarca). Tiene una población estimada, a principios de 2021, de 340 habitantes.
Está ubicada al sureste de la isla de Selandia, junto a la costa del mar Báltico.